# Економіка Єгипту
Єгипет — аграрно-індустріальна країна. 

## Загальний опис

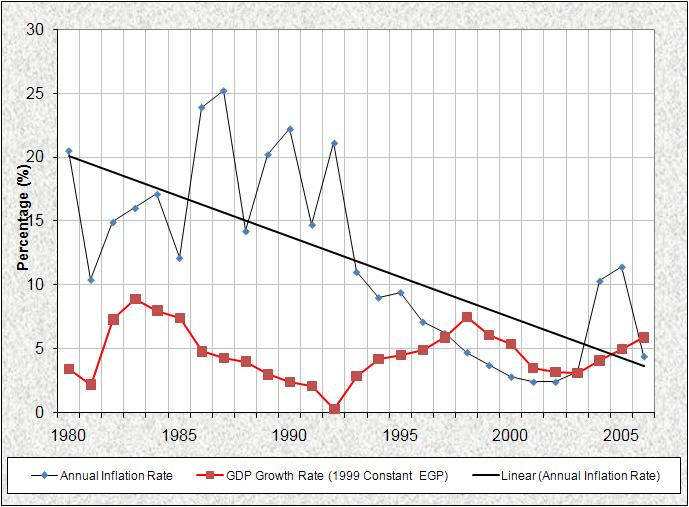
Ріст інфляції

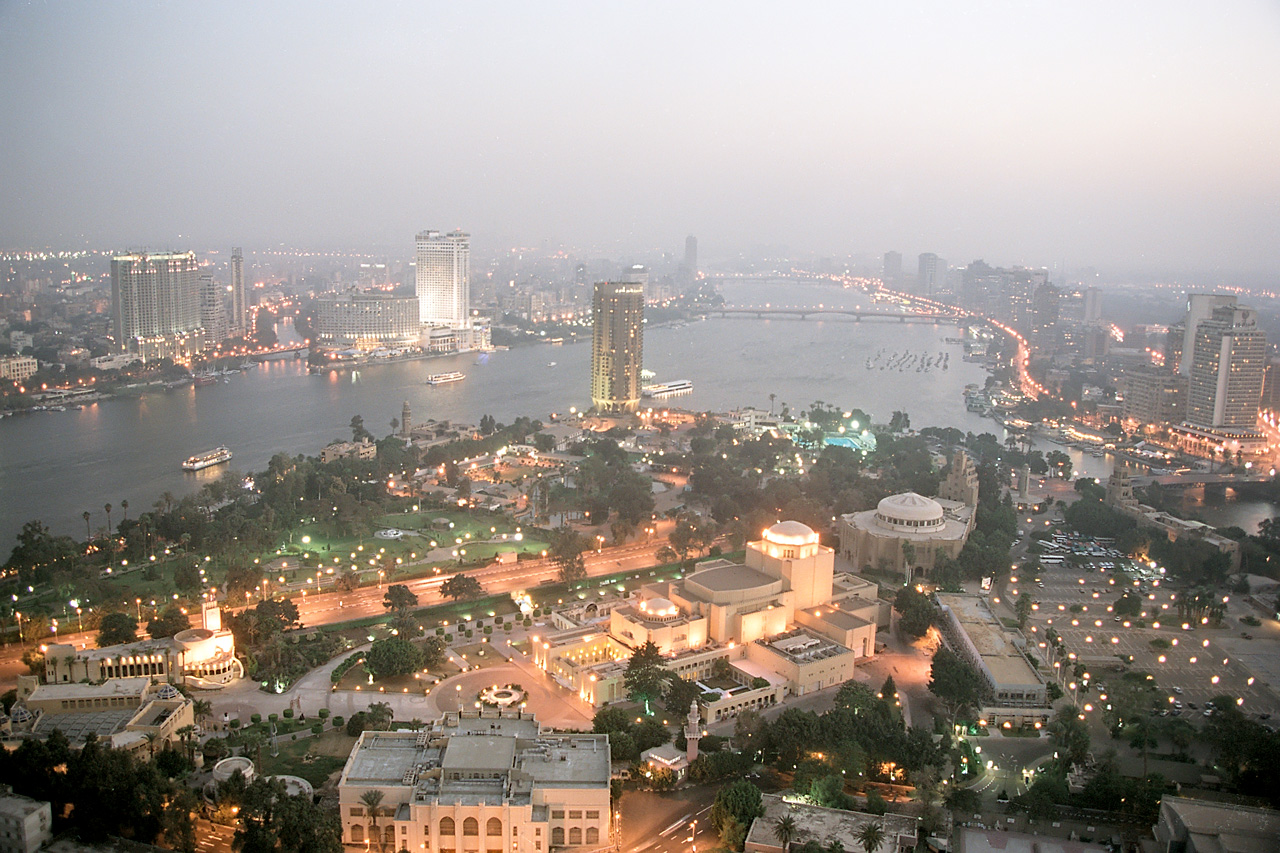
Каїр — центр ділового життя країни

Економіка — змішаного типу при сильному державному секторі. Основні галузі промисловості: текстильна, харчова, туризм, хімічна, нафтова, конструкційних м-лів, цементна. Гол. тр-т: залізничний, автомобільний, морський. Гол. порти: Александрія, Порт-Саїд, Суец. У 1999 в Єгипті були два міжнародних летовища — в Каїрі і Луксорі і 88 аеропортів для внутрішніх авіаперевезень.
Основи сучасної єгипетської економіки були закладені при Мухаммеді Алі, який правив країною в 1805—1849. У той час почалося вирощування бавовни для експорту в європейські країни, інтенсивніше будівництво гребель і каналів, перших залізниць і модернізація портів. Починаючи з 1920-х років створюються текстильні і інші промислові підприємства. Після революції 1952 однією з головних задач національного розвитку стала індустріалізація Єгипту. До початку 1990-х років в промисловому виробництві було зосереджено 22 % трудових ресурсів країни. Серйозний удар по економіці завдала поразка у війні з Ізраїлем в червні 1967. Внаслідок війни були загублені такі важливі райони, як зона Суецького каналу і Синайський півострів, де зосереджені основні нафтові родовища країни.
У 1991 за домовленістю з МВФ уряд Єгипту оголосив про початок реалізації програми реформування економіки. У 1993 почалася реалізація програми приватизації, за якою до 1997 передано в приватні руки 85 з 314 державних підприємств. Інші тенденції — лібералізація торгівлі, зниження ролі держави в сфері інвестиційної діяльності, інтеграція економіки Єгипту в світову економічну систему.
Головним енергетичним ресурсом є нафта. Інші джерела — місцевий природний газ і гідроелектроенергія, що виробляється головним чином на двох ГЕС в районі Асуану. Бл. 3/4 електроенергії виробляється на ТЕС. У 1998 в Єгипті було вироблено 63 млрд кВт·год електроенергії. Ця галузь повністю забезпечує внутрішні енергетичні потреби.

## Сільське господарство
Так як бл. 97 % тер. Єгипту — пустеля, то придатними для землеробства є тільки декілька оаз і вузька смуга землі вздовж середземноморського узбережжя — всього 2,5 млн га, 97 % з яких зосереджені в долині і дельті Нілу. В дельті Нілу вирощують рис, бавовну, пшеницю, фрукти і овочі, в Середньому Єгипті і Фаюмській оазі — бавовну, кукурудзу, сорго, цукрову тростину, фрукти і овочі, у Верхньому Єгипті — цукрову тростину, пшеницю, конюшину і бавовну.

## Промисловість
До кінця 1990-х років в промисловому секторі економіки на перший план вийшли нафтовидобувна і нафтопереробна промисловість, за ними слідували харчова, текстильна і металургійна промисловість. Базові галузі промисловості зосереджені в державному секторі. Розвиток електротехнічної промисловості і машинобудування оснований на збиранні виробів з готових деталей. На підприємствах Єгипту збирають такі товари тривалого користування, як холодильники і телевізори, легкові і вантажні автомобілі, автобуси і трактори. Високою ефективністю відрізняються державні підприємства по випуску цементу і фосфатів. Металургійні комбінати мають низьку продуктивність.
Трудові ресурси Єгипту у 1999 становили 19 млн чол. Понад 1/3 — в сільському господарстві, бл. 12 % — безробітні.